# Nisserska teatern

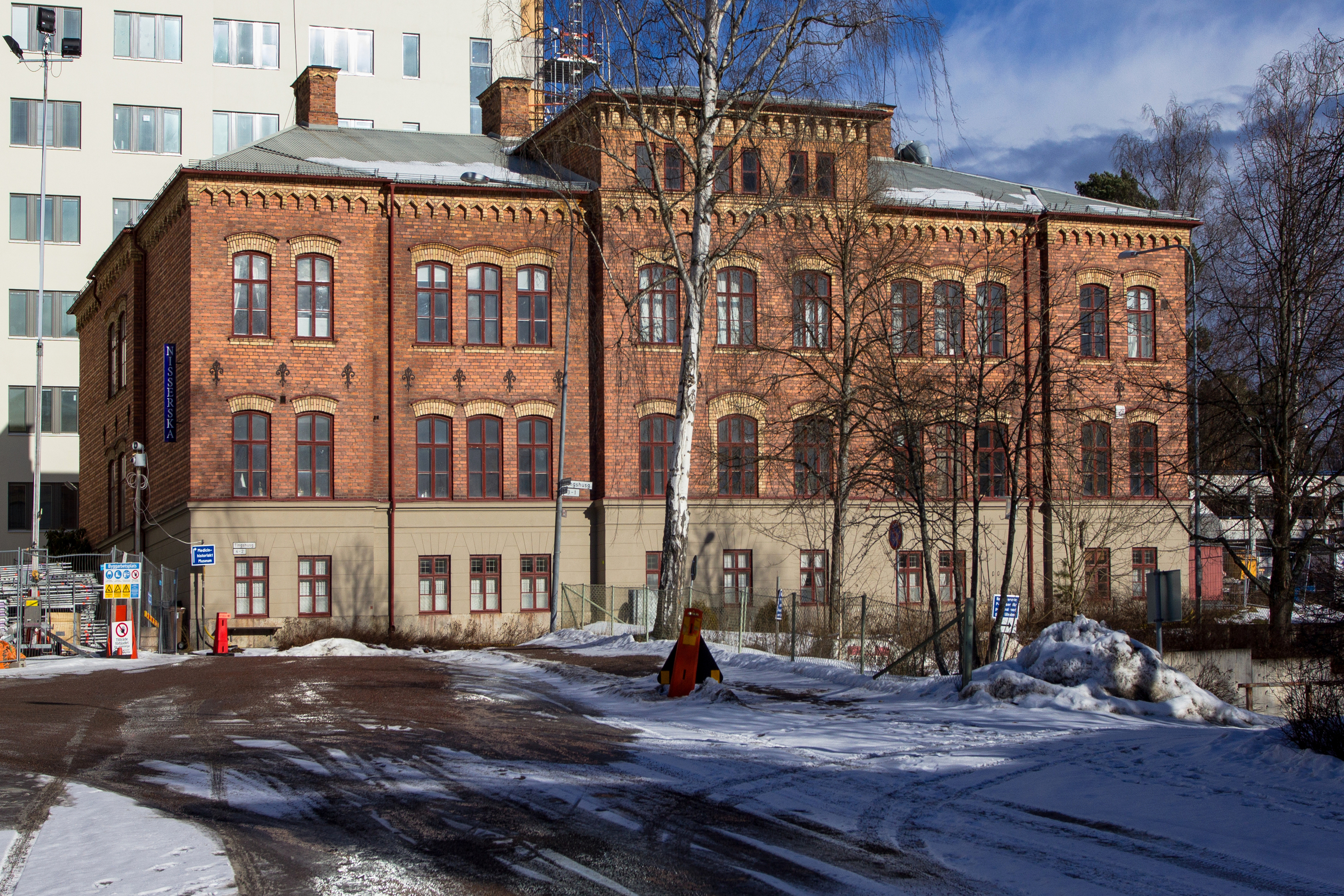
Nisserska huset

Nisserska Teatern är en amatörteaterförening i Falun, Dalarna. Teaterlokalen finns i Nisserska huset, en tegelbyggnad från 1896, som föreningen också har sitt namn efter. 

## Föreningen
Föreningen bildades år 2000 genom en sammanslagning av Teatersällskapet Raka Rör och Falu Öppna Teater. Nisserska Teatern producerar och spelar såväl barn- som vuxenteater, här presenteras också teaterkaféer och stand-up. Vid sidan av länsteatern Dalateatern är Nisserska den mest inflytelserika och besökta teatern i Falun. Huset ligger på höjden upp mot Falu lasarett, på Tingshusgatan, strax utanför centrum.
Nisserska Teatern är en ideell förening utan anställda. Regissörer hämtas ibland utifrån; till exempel har flera skådespelare från Dalateatern gjort uppsättningar på Nisserska, men även de har då arbetat ideellt. Bland dem har framför allt Catherine Gordon satt sin prägel på teatern, bl.a. genom stora uppsättningar av Lars Forssells Haren och vråken och John Millington Synges Hjälten på den gröna ön. År 2011 fick hon Falu kommuns kulturpris för sitt arbete med Nisserska Teatern. 
Bland föreningens uppsättningar hittar man dramatik av författare som Anton Tjechov, Maksim Gorkij, Dario Fo, Harold Pinter, August Strindberg, Anthony Burgess, Oscar Wilde, Alfred Jarry, P.O. Enquist, Lars Forssell, Jonas Gardell, Maria Blom, Woody Allen m.fl. Harold Pinters Utekväll, i översättning av Ulf Svedjemark, hade svensk urpremiär på Nisserska Teatern 2006.
Nisserska Teatern är medlem i ATR, Amatörteaterns riksförbund.

## Uppsättningar i urval
- 2020 Masjävlar av Maria Blom, regi Sven Lagerström.
- 2019 Hemmet av Kent Andersson och Bengt Bratt, regi Pia Jogér.
- 2017 En julsaga av Charles Dickens, regi Ivan Zavalov.
- 2016 Massakerguden av Yasmina Reza, regi Mats Johansson.
- 2015 Skrivkramp av Woody Allen, regi David Billström.
- 2014 Kåldolmar & Kalsipper av Nationalteatern, regi Theresia Holmstedt Jensen.
- 2013 Sårskorpor av Maria Blom, regi Sven Lagerström.
- 2012 Isbjörnarna av Jonas Gardell, regi Mimmi Soling.
- 2010 Hjälten på den gröna ön av John Millington Synge, regi Catherine Gordon.
- 2010 Mamud och pastejbagaren, regi Svante Andersson.
- 2008 Haren och vråken av Lars Forssell, regi Catherine Gordon.
- 2008 Första varningen och Debet och kredit av August Strindberg, regi Barbro Enberg resp. Yngve Sundén.
- 2007 Nysningen av Anton Tjechov, regi Catherine Gordon & Yngve Sundén.
- 2006 Utekväll av Harold Pinter, regi Rupert Tansley.
- 2006 A Clockwork Orange av Anthony Burgess, regi Patrik Johansson.